# 国防・退役軍人省 (南スーダン)
国防・退役軍人省（英語: Ministry of Defence and Veterans Affairs）は、南スーダン政府の省である。現職の大臣はアンジェリーナ・テニーで、2020年3月12日に就任した。